# Darío Pérez Brito
Darío Pérez Brito (San Carlos, Maldonado, 6 de enero de 1957) es un médico y político uruguayo perteneciente al Partido Nacional.

## Biografía
Oriundo de la ciudad de San Carlos, hijo de Milka Brito y Orlando Pérez. Es divorciado y padre de cinco hijos.
Graduado como médico en la Universidad de la República.
Originalmente de extracción blanca, en 1986 se acerca al Frente Amplio. En 1994 es electo diputado por la novel formación Asamblea Uruguay.
En 1996 se separa del sector y funda la agrupación departamental Cabildo 1813, perfilándose como un caudillo a nivel del departamento de Maldonado. En las elecciones de 1999 causa sensación: por primera vez en la historia de Maldonado, un partido no tradicional obtiene dos diputados, y además los dos de la misma lista (alineada a nivel nacional con la Unión Frenteamplista). Esto proyecta a Darío Pérez como un líder político relevante, y por tanto, se postula a las elecciones municipales de 2000; si bien es derrotado por el blanco Enrique Antía, obtiene una arrolladora votación.
EL 2 de diciembre del 2000, en la ciudad de San Carlos , departamento de Maldonado, funda con muchos compañeros frenteamplista y más de 13 grupos departamentales el primer sector nacional del Frente Amplio nacido en el interior del país, que se llama Liga Federal Frenteamplista lista 1813, sector que "pregona los ideales artiguistas, con el propósito de aportar a la visión del Uruguay profundo del Interior, que a menudo no es contemplada desde el centralismo montevideano del país; defiende la descentralización y la autonomía en la actividad política, en la toma de decisiones y en la distribución de los recursos donde siempre el interior es relegado".
Es reelecto diputado en las elecciones de 2004. Posteriormente, en las elecciones municipales de 2005, el Frente Amplio decide llevar tres candidatos; Pérez es derrotado, pero con su caudal de votación contribuye a la primera victoria frenteamplista en Maldonado de la mano de Óscar de los Santos.
En 2008 se conforma el Espacio Frenteamplista, integrado además por los diputados Fernando Longo, Carlos Maseda y Gonzalo Mujica; sosteniendo que el candidato único frenteamplista lo tiene que elegir la gente en las internas, fue el primer grupo en apoyar la precandidatura de José Mujica a la Presidencia.
Presentó lista propia por la Liga Federal Frenteamplista Cabildo 1813 al Senado en las elecciones de octubre de 2009; fue reelecto diputado para el periodo 2010-2015.
Fue candidato a Intendente de Maldonado en las elecciones municipales por tercera vez, siendo derrotado por Oscar de los Santos, pero contribuyó nuevamente a la victoria del Frente Amplio en su departamento .
En 2014 fue elegido nuevamente diputado por quinta vez por Maldonado, siendo la lista más votada a nivel departamental del Frente Amplio.
En mayo de 2015 fue el candidato más votado a la Intendencia del departamento de Maldonado, aunque en función de la ley de lemas, quien obtuvo más votos fue el Partido Nacional por sobre del Frente Amplio, determinando que quien fuera electo intendente fuese el nacionalista Enrique Antía.
Ya alejado del Frente Amplio, en 2022 se dedica a organizar un nuevo sector político dentro del Partido Nacional.